# Mettray
Mettray é uma comuna francesa na região administrativa do Centro, no departamento Indre-et-Loire. Estende-se por uma área de 10,36 km². Em 2010 a comuna tinha 2 139 habitantes (densidade: 206,5 hab./km²).